# Blace (Slivno)
Blace falu Horvátországban, Dubrovnik-Neretva megyében. Közigazgatásilag Slivno községhez tartozik.

## Fekvése
Makarskától légvonalban 49, közúton 66 km-re délkeletre, Pločétől légvonalban 7, közúton 15 km-re délkeletre, községközpontjától légvonalban 4, közúton 11 km-re nyugatra Neretva völgyének alsó részén, a folyó deltavidékén, a Kis-Neretva torkolatától délre fekszik.

## Története
A Kis-Neretva torkolata előtti kis Osinj-sziget már a római korban is lakott volt. I. Justinianus bizánci császár a 6. században erődöt építtetett ide, hogy innen védelmezze és ellenőrizze az Adria keleti részén fekvő bizánci birtokokat. Az erőd mellett egy ókeresztény bazilika is állt a szigeten. Később a bencések építettek ide kolostort, melyet a 16. században a ferencesek vettek át. Az erődítmény fontosságát a középkorban is megőrizte. Kereskedelmi központja volt itt a Raguzai Köztársaságnak és a Velencei Köztársaságnak is. A 15. században Stjepan Vukčić-Kosača bosnyák herceg birtoka volt, aki megerősítette, de 1450-ben a raguzaiak lerombolták. 1470 körül Jurjević-Vlatković család a raguzaiak segítségével újjáépítette. A török uralom kétszáz éve alatt romokban állt. A török alóli felszabadítás után 1688-ban a Velencei Köztársaság része lett.
A mai Blace területén török alóli felszabadítás után két hullámban a szomszédos Hercegovinából érkezett horvát ajkú lakosság telepedett le. Az első telepesek már 1686-ban megérkeztek és legelőször Opuzen környékét népesítették be. Slivno felszabadítása után népesültek be a slivnoi falvak. A második nagyobb hullám az ún. kis háború (1714-1718) idején érkezett. Már rögtön a felszabadulás után 1689-ben megalapították a slivno ravnoi plébániát. A velencei uralomnak 1797-ben vége szakadt és osztrák csapatok vonultak be Dalmáciába. 1806-ban az osztrákokat legyőző franciák uralma alá került, de Napóleon lipcsei veresége után 1813-ban újra az osztrákoké lett. A településnek 1880-ban 103, 1910-ben 184 lakosa volt. 1918-ban az új szerb-horvát-szlovén állam, majd később Jugoszlávia része lett. A második világháború idején a Független Horvát Állam része volt. A háború után a szocialista Jugoszlávia része lett.
A második világháborút követően megindult a Neretva deltavidékének meliorációja, mely még ma sem fejeződött be teljesen. A mocsártól visszahódított területen intenzív mezőgazdasági művelés folyik, főként mandarin, szőlő, füge és olajfaültetvények találhatók. A Kis-Neretva és a tengerpart mentén több új település is létrejött, miközben a régi, magasabban fekvő települések kiürültek. A településnek 2011-ben 317 lakosa volt, akik főként a mezőgazdaságból éltek.

## Népesség
| Lakosság változása | Lakosság változása | Lakosság változása | Lakosság változása | Lakosság változása | Lakosság változása | Lakosság változása | Lakosság változása | Lakosság változása | Lakosság változása | Lakosság változása | Lakosság változása | Lakosság változása | Lakosság változása | Lakosság változása | Lakosság változása |
| ------------------ | ------------------ | ------------------ | ------------------ | ------------------ | ------------------ | ------------------ | ------------------ | ------------------ | ------------------ | ------------------ | ------------------ | ------------------ | ------------------ | ------------------ | ------------------ |
| 1857               | 1869               | 1880               | 1890               | 1900               | 1910               | 1921               | 1931               | 1948               | 1953               | 1961               | 1971               | 1981               | 1991               | 2001               | 2011               |
| 0                  | 0                  | 103                | 127                | 157                | 184                | 0                  | 278                | 186                | 182                | 173                | 182                | 205                | 201                | 318                | 317                |

(1857-ben, 1869-ben, 1921-ben és 1931-ben lakosságát Slivno Ravnohoz számították.1890-től 1910-ig településrész volt.)

## Nevezetességei
- A Keresztelő Szent János templomot Blace és Val között a tengerparton építették 1911-ben. Homlokzata felett három harang számára kialakított nyitott harangtorony áll. 1968-ban rossz állapota miatt a régi harangtornyot lebontották és ekkor épült a ma is látható torony. Mivel közel van a tengerhez a só többször kikezdte a falakat, ezért többször javítani kellett. Fából faragott oltára tiroli munka.
- A Kis-Neretva torkolata előtt található az Osinj-sziget a Keresztelő Szent János templommal. A templom valószínűleg a 13. vagy a 14. században épült gótikus stílusban egy 5. vagy 6. századi ókeresztény templom helyére. A középkorban valószínűleg bencés kolostor állt itt, melyet a bencés szerzetesek elhagytak. A ferencesek miután a török lerombolta ljubuški kolostorukat 1563 körül ide menekültek. A templomot 1574-ben említik. A ferencesek a 16. század végén hagyták el a kolostort és a templomot, amikor a törökök meggyilkolták Petar Grupković rendfőnököt. A török uralom alóli felszabadulás után a templom a Nonković család családi temetkezőhelyéül szolgált. Miután felépült a blacei Keresztelő Szent János templom ezt a templomot elhagyták és az idő vasfoga pusztította. 1978-ban akkori tulajdonosa Jakov Nonković a Legszentebb Megváltóról nevezett spliti ferences rendtartománynak adta. Felújítása után az érsekség és a ferences tartomány közötti egyezmény keretében a slivno ravnoi plébániának adták. Ma csak augusztus utolsó vasárnapján mondanak misét benne.
- A 6. századi bizánci erőd, az ókeresztény bazilika és a ferences kolostor romjai az Osinj-szigeten.

## Gazdaság
A település gazdaságának alapját a mezőgazdaság adja. A II. világháborút követő vízrendezési munkák során nagy területeket hódítottak el a Neretva deltavidékét elfoglaló mocsártól, ahol intenzív mezőgazdasági termelés indult meg. Ezen a területen ma kiterjedt mandarin, szőlő, füge és olajfaültetvények találhatók.